# Saria
Sarìa (in greco Σαρία?) è un'isola dell'Egeo posta a settentrione di Scarpanto, nel Dodecaneso, cui appartiene geograficamente e amministrativamente e da cui è separata da un braccio di mare di appena 100 metri.
Saria è ad una latitudine di 35° 51' 35" N e ad una longitudine di 27° 12' 35" E.
L'isola è per lo più rocciosa. Costituisce una zona protetta per quanto riguarda la fauna ornitologica. Qui si trovava il sito di un'antica città Ilyssos.